# Урванов, Иван Фёдорович
Иван Фёдорович Урванов (ок. 1747—1815) — русский живописец, педагог, литератор. В 1767 г. окончил Императорскую Академию художеств в Санкт-Петербурге. Известен как автор «Краткого руководства к познанию рисования и живописи исторического рода, основанного на умозрении и опытах…» (1793). Сочинение Урванова, отчасти компилятивное, стало первым в России трактатом по эстетике академического классицизма.